# Ronde van Ecuador
De Ronde van Ecuador (Spaans: Vuelta Ciclista a la Republica del Ecuador) is een meerdaagse wielerwedstrijd in Ecuador. De koers werd in 1966 voor het eerst georganiseerd als amateurwedstrijd wat het tot 2006 bleefen sinds 1982 met vaste regelmaat verreden. Van 2007-2010 was de wedstrijd onderdeel van de UCI America Tour, waar het een classificatie had van 2.2. Van 2010-2019 was de koers weer een nationale wedstrijd, en in 2020 verscheen hij weer op de internationale kalender.
De eerste winnaar was de Ecuadoraan Hipólito Pozo, zijn landgenoot Pedro Rodriguez heeft de koers het vaakst op zijn naam geschreven: vijf maal.